# Express A4
O Express A4, também conhecido por Express A1R, é um satélite de comunicação geoestacionário russo construído pela NPO Prikladnoi Mekhaniki (NPO PM) em cooperação com a Alcatel Space. Ele está localizado na posição orbital de 14 graus de longitude oeste e é de propriedade da empresa estatal Russian Satellite Communications Company (RSCC). O satélite foi baseado na plataforma MSS-2500-GSO (MSS-740) e sua vida útil estimada era de 7 anos.

## Lançamento
O satélite foi lançado com sucesso ao espaço no dia 10 de junho de 2002, por meio de um veículo Proton-K/Blok-DM-2M a partir do Cosmódromo de Baikonur, no Cazaquistão. Ele tinha uma massa de lançamento de 2.500 kg.

## Capacidade
O Express A4 é equipado com 12 transponders em banda C e 5 em banda Ku para fornecer TV, radiodifusão, Internet, videoconferência e outros serviços de comunicações para a Rússia e países vizinhos.

## Cobertura
O satélite pode ser recepcionado na Europa e Ásia.